# Linostoma longiflorum
Linostoma longiflorum är en tibastväxtart som beskrevs av H. Hallier. Linostoma longiflorum ingår i släktet Linostoma och familjen tibastväxter. Inga underarter finns listade i Catalogue of Life.